# Hans Vogel (Politiker, 1881)

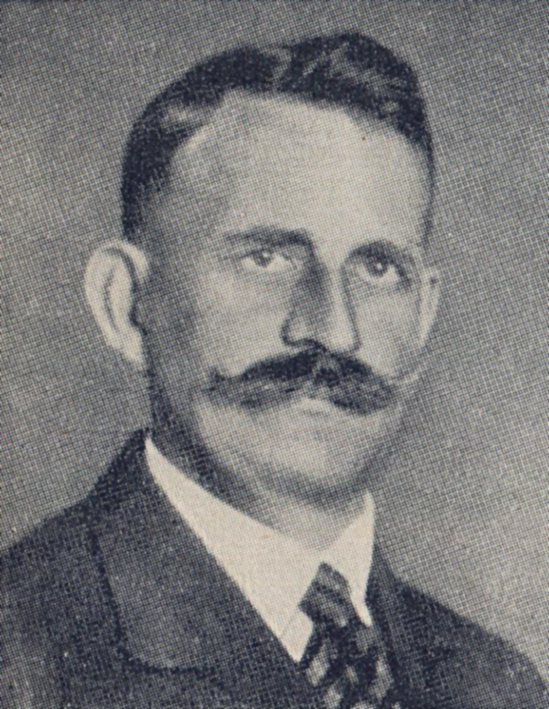
Hans Vogel (ca.1920)

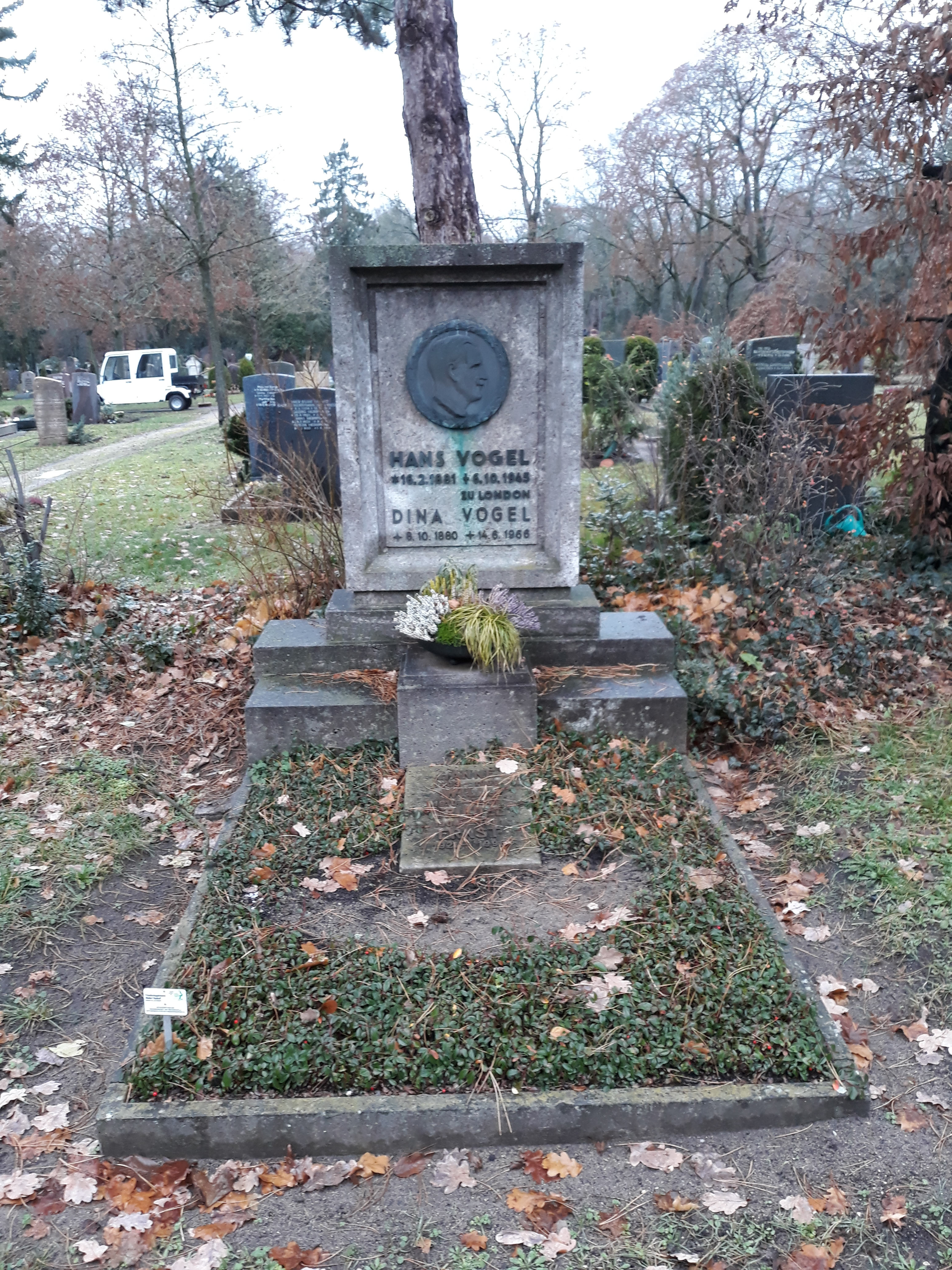
Das Grab von Hans Vogel und seiner Ehefrau Dina auf dem Westfriedhof (Nürnberg).

Johann Vogel (* 16. Februar 1881 in Oberartelshofen an der Pegnitz; † 6. Oktober 1945 in London) war ein deutscher Politiker. Er war von 1931 bis 1933 Vorsitzender der SPD bzw. von 1933 bis 1945 Vorsitzender der SPD im Exil.

## Leben und Beruf
Nach dem Besuch der Volksschule in Fürth absolvierte Vogel, Sohn eines Kleinhändlers und Schuhmachers, in den Jahren 1894 bis 1897 eine Lehre zum Holzbildhauergehilfen. Bereits 1897 trat er der Gewerkschaft der Bildhauer bei. Als Geselle war er bis 1908 in verschiedenen Gegenden Deutschlands tätig.

## Politische Tätigkeit im Kaiserreich und der Weimarer Republik
Vogel war von 1907 bis 1911 Vorstandsmitglied des sozialdemokratischen Wahlvereins in Fürth. Ab 1908 arbeitete er als Sekretär des Bezirksverbandes Franken. Von 1912 bis 1918 war er Mitglied der Zweiten Kammer des Bayerischen Landtages, unterstützte bei Kriegsbeginn die Haltung der Parteiführung, die den Krieg als „vaterländische Verpflichtung“ sah (Burgfriedenspolitik), und nahm als Soldat am Ersten Weltkrieg (als Funker bei der Funk-Abteilung der 105. Infanterie-Division) teil.
Ende 1919 wurde Vogel Abgeordneter der Weimarer Nationalversammlung und blieb bis Juni 1933 Mitglied des Reichstages der Weimarer Republik. Er gehörte dem „Ausschuss zur Vorberatung des Entwurfs einer Verfassung des Deutschen Reichs“ der Nationalversammlung an.
In der Zeit der Novemberrevolution unterstützte Vogel als Mitglied des Nürnberger Arbeiter- und Soldatenrates die Positionen Friedrich Eberts im Rat der Volksbeauftragten und setzte sich für die Bildung einer Nationalversammlung und gegen eine Räterepublik ein, wodurch er in Gegnerschaft zur Münchner Räterepublik geriet.
Nachdem Vogel seit 1920 Mitglied des Parteiausschusses gewesen war, folgte 1927 auf dem Kieler Parteitag die Wahl in den Parteivorstand als Sekretär. 1931 wurde er in Leipzig zusammen mit Arthur Crispien und Otto Wels Vorsitzender der SPD.
Am 29. Juli 1928 hielt er in Osnabrück die Weihrede für das Ebert-Erzberger-Rathenau-Mahnmal, welches dort vom Reichsbanner errichtet wurde.

## Widerstand und Exil
Nach der nationalsozialistischen Machtübernahme ging Vogel 1933 nach Saarbrücken, das zu dieser Zeit als Hauptstadt des Saargebietes unter Verwaltung des Völkerbundes stand. Schon am 2. Juni 1933 wechselte er nach Prag, um im Mai 1938 ins Pariser Exil zu gehen, wo er die Auslandsorganisation der SPD (Sopade) führte. Nach Beginn des Krieges verschärfte sich in Frankreich der Druck auf die Exilanten; im Juni 1940 musste Vogel nach kurzer Internierung über Südfrankreich, Spanien und Portugal nach Großbritannien flüchten. Bereits am 29. März 1934 veröffentlichte der Deutsche Reichsanzeiger die zweite Ausbürgerungsliste des Deutschen Reichs, in der seine Ausbürgerung bekanntgemacht wurde.
Nach dem Tode von Otto Wels im September 1939 war Vogel in Paris alleiniger Sopade-Vorsitzender. Nach der Flucht nach London versuchte er die Reste der emigrierten deutschen Sozialisten im Rahmen der Union deutscher sozialistischer Organisationen in Großbritannien zu vereinigen.
Vogel wird heute häufig (nach dem Exil Crispiens 1933 und dem Tod Wels’ 1939) als Parteivorsitzender der SPD bis 1945 betrachtet. Diese Einschätzung beruht auf seinen führenden Positionen innerhalb der Sopade als Funktionär. Vorsitzender einer allgemein anerkannten „Auslandszentrale“ der SPD mit anerkanntem Führungsanspruch für die deutsche Sozialdemokratie war er aber spätestens seit Beginn des Londoner Exils wohl nicht mehr.
Vogel lehnte den Gedanken an eine Einheitsfront und damit das Zusammengehen mit Sozialisten kommunistischer Prägung auch in Zeiten der Verfolgung stets ab. Am Wiederaufbau der SPD unter Kurt Schumacher nach dem Krieg konnte er nicht mehr teilnehmen, sprach sich aber für ein parlamentarisch-demokratisches System für Nachkriegsdeutschland aus.

## Würdigung
Nach Vogel ist die Hans-Vogel-Straße in Fürth benannt.